# Eerste divisie (ijshockey Nederland)
De Eerste divisie is de een na hoogste ijshockey competitie in Nederland. 